# Stary Lesieniec
Stary Lesieniec (niem. Altlässig, do 1939 r. Alt Lässig) – część miasta Boguszowa-Gorc, położona w centralnej jego części w dolinie Lesku, między Nowym Lesieńcem a Kuźnicami Świdnickimi, ciągnąca się na długości 1,3 km w wąskiej kotlinie ograniczonej od południa przez masyw Dzikowca, a od północy przez Wzgórza Boguszowskie i Chełmiec.

## Nazwa
11 września 1939 r. zmieniono pisownię nazwy z Alt Lässig na Altlässig. 12 listopada 1946 r. ustalono urzędową polską nazwę miejscowości – Stary Lesieniec.
Według Heinricha Adamy'ego nazwa miejscowości pochodzi od polskiej nazwy las. W swoim wykazie nazw miejscowych na Śląsku, wydanym w 1888 roku we Wrocławiu, wymienia jako najstarszą zanotowaną nazwę miejscowości Lase, podając jej znaczenie Waldchen (pol. lasek). Niemcy zgermanizowali nazwę na Lässig dodając później przedrostek Alt (pol. stary), w wyniku czego utraciła ona swoje pierwotne znaczenie.

## Historia
Miejscowość powstała prawdopodobnie na początku XVI w. w związku z eksploatacją rud srebra i należała do rodu Czettritzów. W Starym Lesieńcu istniała sztolnia kopalni w Boguszowie. W 1580 r. górnictwo srebra upadło, ale rozpoczęto wydobywanie węgla kamiennego – zrazu na małą skalę, a od 1750 r. w większej kopalni, połączonej później z kopalnią w Gorcach. Na początku XIX w. za sprawą intensywnej eksploatacji złóż węgla miejscowość przeszła szybki rozwój. W 1840 mieszkało tu 955 osób, w 1905 już 2481 mieszkańców, a po 20 latach równo 3000. Unieruchomienie pobliskiej kopalni „Victor” spowodowało odpływ ludności – w 1929 wieś liczyła 2112 mieszkańców, w 1933 1882 osoby, a w 1939 r. – 1700 osób. Do 1954 gromada w gminie Gorce. W 1954 r. Stary Lesieniec został włączony do Boguszowa jako osiedle.

## Zabytki
- dwór w Starym Lesieńcu, ul. Poniatowskiego	57
- oficyna dworska,  ul. Poniatowskiego	57 d[10]